# Copa Federación (Perú)
La Copa Federación 2012 fue una supercopa oficial de fútbol, organizada por la Federación Peruana de Fútbol y la Asociación Deportiva de Fútbol Profesional que se jugó en el año 2012. El torneo enfrentó a los campeones de la Primera División del Perú y de la Copa del Inca.

## Edición
| Año  | Campeón     | Resultado | Subcampeón  | Sede                          |
| ---- | ----------- | --------- | ----------- | ----------------------------- |
| 2012 | José Gálvez | 1:0       | Juan Aurich | Estadio Manuel Rivera Sánchez |

### Partido
| Juan Aurich |  | Bandera del departamento de Ica    |  | Campeón del Campeonato Descentralizado 2011 |
| José Gálvez |  | Bandera del departamento de Áncash |  | Campeón de la Copa del Inca 2011            |

| 1          | POR        | Daniel Reyes    |     |
| 4          | DEF        | Andrés Salinas  |     |
| 5          | DEF        | Paulo Ramos     |     |
| 6          | DEF        | Marco Ruiz      |     |
| 8          | MED        | Miguel Cevasco  |     |
| 22         | MED        | Ricardo Salcedo |     |
| 17         | MED        | Jhony Obeso     |     |
| 19         | MED        | Jersson Vásquez |     |
| 8          | MED        | Guillermo Hoyos | 31' |
| 25         | MED        | Carlos Barrena  | 71' |
| 10         | DEL        | César Medina    | 86' |
| Entrenador | Entrenador | Javier Arce     |     |

| 12         | POR        | Ignacio Drago   |     |
| 17         | DEF        | Manuel Ugaz     |     |
| 16         | DEF        | Luis Guadalupe  |     |
| 4          | DEF        | Leandro Fleitas |     |
| 8          | DEF        | Nelinho Quina   | 45' |
| 23         | MED        | Jorge Molina    |     |
| 14         | MED        | Jhon Valencia   |     |
| 15         | MED        | Israel Kahn     |     |
| 10         | MED        | Javier Araújo   | 58' |
| 24         | DEL        | Osnar Noronha   | 74' |
| 29         | DEL        | Mauricio Montes |     |
| Entrenador | Entrenador | Franco Navarro  |     |

| 11 | DEL | Junior Aliberti | 31' |
| 15 | MED | Josimar Atoche  | 71' |
| 29 | MED | Junior Aguirre  | 86' |

| 27 | MED | Luis Trujillo  | 45' |
| 20 | DEL | Julio Caicedo  | 58' |
| 30 | MED | Anderson Cueto | 74' |

| Anotado | 44' | Junior Aliberti | 1-0 |

| Amonestado | 64' | Andrés Salinas |
| Amonestado | 91' | Josimar Atoche |

| Expulsado | 78' | Jorge Molina |

| Árbitro:             | Georges Buckley |
| Árbitros asistentes: | Braulio Cornejo |
| Árbitros asistentes: | Oscar Padilla   |
| Cuarto árbitro:      | Richard Sánchez |

| 1          | POR        | Daniel Reyes    |     |
| 4          | DEF        | Andrés Salinas  |     |
| 5          | DEF        | Paulo Ramos     |     |
| 6          | DEF        | Marco Ruiz      |     |
| 8          | MED        | Miguel Cevasco  |     |
| 22         | MED        | Ricardo Salcedo |     |
| 17         | MED        | Jhony Obeso     |     |
| 19         | MED        | Jersson Vásquez |     |
| 8          | MED        | Guillermo Hoyos | 31' |
| 25         | MED        | Carlos Barrena  | 71' |
| 10         | DEL        | César Medina    | 86' |
| Entrenador | Entrenador | Javier Arce     |     |

| 12         | POR        | Ignacio Drago   |     |
| 17         | DEF        | Manuel Ugaz     |     |
| 16         | DEF        | Luis Guadalupe  |     |
| 4          | DEF        | Leandro Fleitas |     |
| 8          | DEF        | Nelinho Quina   | 45' |
| 23         | MED        | Jorge Molina    |     |
| 14         | MED        | Jhon Valencia   |     |
| 15         | MED        | Israel Kahn     |     |
| 10         | MED        | Javier Araújo   | 58' |
| 24         | DEL        | Osnar Noronha   | 74' |
| 29         | DEL        | Mauricio Montes |     |
| Entrenador | Entrenador | Franco Navarro  |     |

| 11 | DEL | Junior Aliberti | 31' |
| 15 | MED | Josimar Atoche  | 71' |
| 29 | MED | Junior Aguirre  | 86' |

| 27 | MED | Luis Trujillo  | 45' |
| 20 | DEL | Julio Caicedo  | 58' |
| 30 | MED | Anderson Cueto | 74' |

| Anotado | 44' | Junior Aliberti | 1-0 |

| Amonestado | 64' | Andrés Salinas |
| Amonestado | 91' | Josimar Atoche |

| Expulsado | 78' | Jorge Molina |

| Árbitro:             | Georges Buckley |
| Árbitros asistentes: | Braulio Cornejo |
| Árbitros asistentes: | Oscar Padilla   |
| Cuarto árbitro:      | Richard Sánchez |

| Campeón Copa Federación 2012 |
| ---------------------------- |
| José Gálvez 1° título        |

## Palmarés

### Títulos por equipo
| Club        | Campeón  | Subcampeón |
| ----------- | -------- | ---------- |
| José Gálvez | 1 (2012) |            |
| Juan Aurich |          | 1 (2012)   |

### Títulos por departamento
| Departamento | Títulos  | Subcampeonatos |
| ------------ | -------- | -------------- |
| Áncash       | 1 (2012) |                |
| Lambayeque   |          | 1 (2012)       |

## Estadísticas históricas

### Clasificación histórica
| Pos. | Club        | Temporadas | PJ | PG | PE | PP | GA | GC | +/- | Puntos | Títulos | Mejor Participación |
| ---- | ----------- | ---------- | -- | -- | -- | -- | -- | -- | --- | ------ | ------- | ------------------- |
| 1°   | José Gálvez | 1          | 1  | 1  | 0  | 0  | 1  | 0  | +1  | 3      | 1       | Campeón             |
| 2°   | Juan Aurich | 1          | 1  | 0  | 0  | 1  | 0  | 1  | -1  | 0      | -       | Subcampeón          |

### Máximos goleadores
| Pos. | Jugador         | G. | Part. | Prom. | Debut | Clubes          |
| ---- | --------------- | -- | ----- | ----- | ----- | --------------- |
| 1    | Junior Aliberti | 1  | 1     | 1     | 2012  | José Gálvez (1) |